# Maurice Jarre
Maurice-Alexis Jarre (Lyon, 13. rujna 1924. – Los Angeles, 29. ožujka 2009.) bio je francuski skladatelj i dirigent uglavnom poznat po filmskoj glazbi. Otac je skladatelja i glazbenika Jeana-Michela Jarrea.
Bio je nominiran za devet Oscara, osvojivši tri u kategoriji Oscar za najbolju originalnu glazbu: Lawrence od Arabije (1962.), Doktor Živago (1965.) i Put u Indiju (1984.).
Osvojio je i četiri Zlatna globusa, dvije BAFTA nagrade i jednu nagradu Grammy.
Poznat je i po suradnji s filmskim redateljem Davidom Leanom. Počevši od filma Lawrence od Arabije. skladao je muziku za sve njegove buduće filmove. 
Među ostale značajnije filmove ubrajaju se:  
- Vlak (1964)
- Pod zastavom Muhameda (1976)
- Pustinjski lav (1981)
- Svjedok (1985)
- Kobna privlačnost (1987)
- Duh (1990)

## Zanimljivosti
- Njegov sin Jean-Michel Jarre potječe iz prvog braka s Francette Pejot. Kada je Jean-Michel Jarre imao pet godina, Maurice Jarre se rastaje od supruge te seli u Sjedinjene Americke Države, ostavivši Jean-Michela s majkom u Francuskoj.[3] Zajedničko bavljenje glazbom sa sinom odbijao je sve do svoje smrti 2009. godine.
- Asteroid (4422) Jarre je dobio ime po Mauriceu Jarreu i njegovom sinu Jean-Michel Jarreu.

## Vanjske poveznice
- Maurice Jarre u internetskoj bazi filmova IMDb